# Os Under-Undergrounds, O Começo
Os Under-Undergrounds, O Começo é um filme de animação brasileiro de 2020, dirigido por Nelson Botter Jr. O filme é um spin-off da série animada Os Under-Undergrounds e conta a origem dos personagens que compõem a série. Foi lançado em 18 de agosto de 2020 na Netflix.

## Sinopse
Heitor Villa-Lobos é expulso de sua banda por causa do tamanho de sua orelha quando ele cai dentro de um bueiro em manutenção e acaba indo parar no mundo "Underground". Agora nessa nova terra, onde tudo é completamente diferente do que ele é acostumado, ele irá conhecer os "mutantes", criaturas humanóides, e assim encontrará amigos leais para compor sua nova banda.

## Vozes originais
O elenco de vozes do filme é composto por: 
- Arthur Berges como Heitor;
- Bruna Guerin como Layla
- Fábio Lucindo como Lud
- Yuri Chessmann como Bob
- Robson Kumode como James
- Melissa Garcia como Daisy
- Paschoal da Conceição[3] como Ozzy/ Prof. Staringo
- Nestor Chiesse como Veterano
- Hugo Picchi como Zach

## Prêmios e indicações
| Ano  | Associações                        | Categoria                         | Recipiente(s)                   | Resultado |
| ---- | ---------------------------------- | --------------------------------- | ------------------------------- | --------- |
| 2021 | Grande Prêmio do Cinema Brasileiro | Melhor Longa-metragem de Animação | Os Under-Undergrounds, O Começo | Venceu    |

[carece de fontes?]